# 察隅蒿
察隅蒿（学名：Artemisia zayuensis）是菊科蒿属的植物，为中国的特有植物。分布在中国大陆的西藏等地，生长于海拔3,100米的地区，一般生于附近山坡次生杨桦林中，目前尚未由人工引种栽培。